# 程芷渝
程芷渝（英語：Milla Ching，1985年5月11日—），為香港電影製片人、演員及女歌手，畢業於香港觀塘高雷學校。程芷渝於 2012 年正式開展演藝事業。除了接拍電影外，她更多次參演舞台劇和電視劇，以及參與電視節目，例如電視廣播有限公司的《姊妹淘》、亞洲電視的《撻着》。2016年，她發行首支個人單曲《女皇蜜令》，此曲在順德901俊情K歌排行榜頒獎典禮獲得《最佳原創歌曲獎》。同年，程芷渝宣佈進軍內地演藝圈，經常在中國各地登台演出。2017年，她担任電影製片人，先後製作了《江湖三傻》、《奪命追兇》、《幕後主腦》。2018年，她獲國際大咖秀年度頒獎盛典頒發「新進電影製片人」和「最佳女演員」兩項大獎。2020年參與支持港版國安法的聯署。

## 演出作品

### 電影
- 《3D冰封俠》
- 《江湖三傻》飾 女主角
- 《花季少女》飾 女主角
- 《黑金叛變》飾 女主角
- 《蓮開一夏》
- 《寶蓮燈新傳》飾 女主角
- 《奪命追兇》飾 女主角[7]
- 《幕後主腦》飾 女主角[8]

### 舞台劇
- 2016：《借用下一世的男朋友》
- 2016：《書蟲的少年時代》
- 2017：《回歸20載繽紛狂笑夜》

### 福音電影
- 《忍不住的眼淚》飾 女主角

### 微電影
- 《我歌我唱》（全港首部懷舊歌舞微電影）飾 女主角
- 《魅忘人》飾 女主角
- 《時間‧愛的承諾》單車微電影

### 電視劇
- 廣州《一婚兩媳》飾 女主角
- 《致命愛情》飾 女主角
- 《象牙塔的戀人》
- 香港 ViuTV《詭探》

### MV
| 歌曲               | 歌手   | 性質   |
| ------------------ | ------ | ------ |
| 夜闌珊             | 劉耿   | 女主角 |
| 戒愛               |        | 女主角 |
| 我最騎呢           | 蜥蜴仔 | 女主角 |
| 心想必應（賀年歌） |        | 女主角 |

### 電視節目
- 香港 TVB《姊妹淘》
- 香港 ATV《撻着》
- 廣州飲食節目《生活棒棒哒》
- 香港飲食節目《港飲港食》
- 深圳飲食節目《逗葩食堂》
- 香港 ViuTV《街頭派錢黨》

## 音樂作品

### 個人專輯歌曲
- 《GoGoGo》
- 《Action》
- 《創傷》
- 《心想必應》
- 《兩個人的呼吸》
- 《女皇蜜令》
- 《心想必應》（賀年歌）

## 獎項
- 《女皇蜜令》在順德901俊情K歌排行榜頒獎典禮獲得《最佳原創歌曲獎》[3]。

## 演唱會
- 廣州體育館《亞洲巨星演唱會》
- 《2017 吉利汽車群星演唱會》
- 《2017 加港群星慈善演唱會》
- 廣州《一起放肆一起嗨, 2017 廣州海心沙跨年狂歡 PA》
- 溫哥華《West Edmonton Mall 登台演出》
- 香港《國慶六十五周年。好歌會友音樂會》
- 香港《Sing夢‧聲唱‧星sing聲 慈善音樂演唱會》
- 香港《金光閃閃之 成就青年夢想音樂會》
- 香港《明月照香江 敬老慈善‧音樂會》
- 雲浮《碧桂園星光璀璨歌友會》

## 電台節目
- 香港 ibhk《娛樂程報》節目主持人
- 香港 ibhk《男神實現室》
- 香港 ibhk《猛鬼最前線》
- 香港《五個一夜情》
- 香港新城數碼音樂台《Sunday 樂天地》
- 香港新城知訊台恐怖熱線《演藝怪談》
- 香港《吹水大小同盟》
- 香港《背包工作假期》
- 《一路樂逍遙》
- 《男親女愛》
- 《音樂隨身聽》
- 《城市之聲》
- 《俊情一點》
- 《MyFM 早精神》
- 《都市生活》
- 《天生快活人》
- 《樂在途上》
- 《羊城交通台》
- 《潘多拉音樂盒》
- 《粵語歌曲排行榜》
- 《飛一般心情》
- 《廣州都時報》
- 《荔枝 FM 微信公眾平台》
- 《明星音樂也賣萌》

## 巡迴登台
程芷渝曾經到訪中國內地逾六十個城市作巡迴登台演出，包括湛江、湖南、從化、江門、海口、黃岐、龍崗、泉州、廈門、河北、福建、佛山、重慶、汕頭、寧波、南寧、安徽、順德、寶安、南海、貴陽、惠州、海南、常平、河南、雲浮、番禺、長安、三水、南通、開平、太原、文昌、昆明、蘇州、廣州、清遠、煙臺、威海、北京、掦州、南京、江蘇、北海、茂名、廣西、無錫、東莞、鹽城、上海、深圳、鶴山、石家莊、石龍、桂平、海南島、廣東、肇慶、中山古鎮、梧州、鶴山、海口、松岡、杭州、三亞、賀州、沙井、河源、韶關等。她亦在香港、台灣、加拿大及溫哥華進行演出。

## 外部連結
- 程芷渝的Facebook專頁
- 程芷渝的Instagram帳戶
- 程芷渝的微博